# Tomás Marchiori
Tomás Ignacio Marchiori Carreño (Godoy Cruz, Argentina; 20 de junio de 1995) es un futbolista argentino. Juega de arquero y su equipo actual es Vélez Sarsfield de la Primera División de Argentina. 

## Trayectoria

### Gimnasia de Mendoza
Debutó oficialmente en 2013, ante Huracán de San Rafael, tras una lesión sufrida por su compañero titular Matías Alasia. Como primer suplente de Alasia, se consagró campeón del Argentino B 2013-14 y posteriormente ganó la segunda etapa del Federal A 2014 y ascendió a la B Nacional.
En la Copa Argentina 2016-17 fue figura en dos ocasiones, en treintaidosavos (ante Quilmes AC) y en dieciseisavos de final (ante Talleres de Córdoba) tras destacarse en el transcurso del partido y sobre todo en las tanda de penaltis donde desvió remates de sus rivales y facilitó las clasificaciones de su equipo.
En la temporada 2017-18, Tomy volvió a ser clave en el arco Mensana donde volvió a la titularidad luego de la salida del entrenador Marcelo Fuentes, para la fase reválida del torneo, donde jugó los seis encuentros del mismo, terminó con la valla invicta y además logró volver a ascender a la Primera B Nacional.

### Atlético Tucumán
En agosto de 2020, fue cedido a Atlético Tucumán para jugar la Primera División de Argentina. El 1 de noviembre del mismo año, hizo su debut oficial frente a Racing Club, en el estadio Presidente Perón, donde su equipo venció por 4 a 1.

### Vélez Sarsfield
A mediados de enero de 2024, Marchiori fue traspasado al Club Atlético Vélez Sarsfield en una cifra cercana a 1,2 millones de dólares. Fue la figura en los partidos de la Copa de la Liga de ese año, protagonizando atajadas en los cuartos de final frente a Godoy Cruz, y en las semifinales frente a Argentinos Juniors por tanda de penales. En el torneo largo de segunda mitad del año logro su primer trofeo como futbolista profesional al conseguir la Liga Profesional 2024.

## Estadísticas
| Gimnasia (M) Argentina     |               |               |     |     |     |     |   |    |     |      |    |
| 4.ª                        | 2012-13       | 1             | 0   | —   | —   | —   | — | 1  | 0   | 1    |    |
| 4.ª                        | 2013-14       | ?             | ?   | —   | —   | —   | — | ?  | ?   | ?    |    |
| 3.ª                        | 2014          | 0             | 0   | 1   | -1  | —   | — | 1  | -1  | 0    |    |
| 2.ª                        | 2015          | 0             | 0   | —   | —   | —   | — | 0  | 0   | 0    |    |
| 3.ª                        | 2016-17       | 1             | -1  | 3   | -2  | —   | — | 4  | -3  | 1    |    |
| 3.ª                        | 2017-18       | 15            | -5  | 3   | -5  | —   | — | 18 | -10 | 11   |    |
| 2.ª                        | 2018-19       | 22            | -26 | 1   | 0   | —   | — | 23 | -26 | 6    |    |
| 2.ª                        | 2019-20       | 20            | -20 | 1   | -1  | —   | — | 21 | -21 | 8    |    |
| Total club                 | Total club    | 59            | -52 | 9   | -9  | 0   | 0 | 68 | -61 | 27   |    |
| Atlético Tucumán Argentina |               |               |     |     |     |     |   |    |     |      |    |
| 1.ª                        | 2019-20       | 0             | 0   | 1   | -1  | —   | — | 1  | -1  | 0    |    |
| 1.ª                        | 2021          | 0             | 0   | 1   | 0   | —   | — | 1  | 0   | 1    |    |
| 1.ª                        | 2022          | 3             | -3  | 5   | -8  | —   | — | 8  | -11 | 1    |    |
| 1.ª                        | 2023          | 27            | -27 | 14  | -12 | —   | — | 41 | -39 | 18   |    |
| Total club                 | Total club    | 30            | -30 | 21  | -21 | 0   | 0 | 51 | -51 | 20   |    |
| Vélez Sarsfield Argentina  |               |               |     |     |     |     |   |    |     |      |    |
| 1.ª                        | 2024          | 19            | -13 | 20  | -17 | —   | — | 39 | -30 | 19   |    |
| Total club                 | Total club    | 19            | -13 | 20  | -17 | 0   | 0 | 39 | -30 | 19   |    |
| Total carrera              | Total carrera | Total carrera | 108 | -95 | 50  | -47 | 0 | 0  | 158 | -142 | 66 |
| 1. 2. 3.                   |               |               |     |     |     |     |   |    |     |      |    |

## Palmarés

### Títulos nacionales
| Título                  | Club                   | País      | Año     |
| ----------------------- | ---------------------- | --------- | ------- |
| Torneo Argentino B      | Gimnasia y Esgrima (M) | Argentina | 2013-14 |
| Primera División        | C. A. Vélez Sarsfield  | Argentina | 2024    |
| Supercopa Internacional | C. A. Vélez Sarsfield  | Argentina | 2024    |

### Otros logros
- Ascenso a Primera B Nacional con Gimnasia de Mendoza en la temporada 2014.
- Ascenso a Primera B Nacional con Gimnasia de Mendoza en la temporada 2017-18.